# Augmentation de capital
 (novembre 2021).
Si vous disposez d'ouvrages ou d'articles de référence ou si vous connaissez des sites web de qualité traitant du thème abordé ici, merci de compléter l'article en donnant les références utiles à sa vérifiabilité et en les liant à la section « Notes et références ».
Une augmentation de capital consiste, pour une entreprise, à faire croître son capital social en créant de nouvelles actions achetées par des actionnaires (anciens ou nouveaux), au besoin en faisant appel aux marchés financiers (si l'entreprise est cotée en bourse), ou en incorporant dans le capital social la partie des profits qui avait été mise en réserve car non-distribuée.

## En France
Les entreprises françaises ont commencé à recourir de façon plus fréquente et plus massive à ce moyen de financement après la loi fiscale de 1917, qui a institué l'amortissement comptable et permis aux sociétés industrielles de répartir dans le temps leur effort d'investissement sans que les actionnaires soient trop pénalisés sur le plan financier.

## Formes de l'opération
Une augmentation de capital peut se faire de plusieurs façons :
- Par une opération comptable à l'intérieur du passif du bilan, sous la forme d'incorporation de réserves, bénéfices ou primes, en capital. Cela se traduit par une augmentation du nominal des actions ou parts, ou bien par la création de nouvelles actions (« actions gratuites ») ou parts distribuées aux porteurs actuels au prorata du nombre de titres qu'ils détiennent déjà. À cette occasion sont émis des droits d'attribution.
- Par une opération modifiant les droits des apporteurs de capitaux : c'est le cas de la conversion de dettes en capital. Une forme particulière est liée à l'émission préalable d'obligations convertibles ou d'obligations à warrants.
- Par apport « en nature » d'actifs divers rémunérés et création de nouvelles actions remises aux apporteurs pour les rémunérer.
- Par apport de titres d'autres entreprises (cas des fusions).
- Enfin, par souscription de nouvelles actions permettant un apport d'argent frais (augmentation de capital « en numéraire ») pour financer éventuellement de nouveaux investissements ou améliorer l'équilibre financier du bilan. À cette occasion, les anciens actionnaires reçoivent un droit préférentiel de souscription.

## Modalités de l'opération
Toute modification (réduction ou augmentation) du capital social d'une entreprise est soumise à des conditions réglementaires très strictes. Elle doit être soumise à l'approbation formelle des porteurs du capital (actionnaires, associés…) ; en France cela se fait au cours d'une assemblée générale extraordinaire à laquelle tous les porteurs de parts ou d'actions ont le droit d'assister et de voter proportionnellement au nombre de titres représentatif d'une quotité de capital qu'ils détiennent. Une modification de capital social est également soumise à des conditions de délais et d'information des parties prenantes.
Lors de la réalisation de l'augmentation de capital, il est nécessaire d'indiquer les modalités de calcul du prix d'émission, que celui-ci soit fixé par avance ou qu'il soit la résultante des demandes enregistrées dans le carnet d'ordre. Le prix d'émission est égal au montant nominal de l'action, augmenté éventuellement d'une prime d'émission, qui représente théoriquement la différence de valeur entre la valeur actuelle de l'entreprise et le montant du capital social. En France, Les droits d’enregistrement de l'augmentation de capital d'une SARL (cas le plus fréquent) sont fixes. Leur montant dépend du montant du nouveau capital. Ces coûts fixes d'enregistrement s'élèvent à 375 euros si le montant du nouveau capital est inférieur à 225 000 euros ; ces droits s'élèvent à 500 euros si le montant du nouveau capital est supérieur à 225 000 euros.

## Conséquences de l'opération
Une augmentation de capital entraîne généralement une augmentation des capitaux propres et donc des ressources stables mais aussi du fonds de roulement de la société, et une dilution des actionnaires. Le renforcement de situation financière de la société qui en découle permet d’absorber les pertes, en cas d’accident de parcours, et de protéger les créanciers, contribuant ainsi à une croissance durable.

### Augmentation des ressources stables
C'est le cas pour tous les apports nouveaux en numéraire. L'augmentation des capitaux propres a pour contrepartie une augmentation de la trésorerie.
Lorsque l'augmentation a lieu par transformation de postes du passif (incorporation de réserves, bénéfices ou primes, ou conversion de dettes telles que dettes à long terme ou compte courant d'associé), les ressources globales de l'entreprise sont inchangées à court terme. Par contre la structure du bilan est modifiée, et assure une plus grande confiance aux acteurs de l'entreprise (banquiers, et quelquefois actionnaires minoritaires). D'autre part, ce type d'opération permet de diminuer les remboursements prévisibles à faire par l'entreprise.
Concernant les apports d'actifs autres que des fonds (apports en nature), tels que titres, brevets et autres immobilisations, il est essentiel que l'augmentation de capital se fasse sur la base d'une juste évaluation des apports. Les méthodes d'évaluation étant variées et pouvant conduire à des estimations très différentes selon la ou les méthodes retenues, ce point fait régulièrement l'objet de contestations de la part des actionnaires initiaux. En France au moins, c'est le rôle du Commissaire aux apports de veiller à ce que les méthodes retenues par les dirigeants des entreprises assurent une certaine équité entre actionnaires anciens et nouveaux.

### Dilution des actionnaires
Chaque actionnaire étant propriétaire d'une part de l'entreprise, l'augmentation de capital entraîne mécaniquement une dilution de ses droits aux bénéfices. Le moyen pour éviter cette dilution est, lorsque cela est possible, de souscrire à l'augmentation de capital. La représentativité de l'actionnaire, via ses droits de vote, diminue elle aussi, sauf dans le cas très particulier où les actions créées à l'occasion de cette augmentation de capital sont privées du droit de vote. Le cas des augmentations de capital réservées peut conduire à une perte définitive de la possibilité d'influer sur les décisions de l'entreprise, selon les seuils détenus par les attributaires.
Concernant les dividendes, la situation est plus contrastée. Si l'augmentation est économiquement justifiée par un développement de la société, l'attente est que, passée la dilution initiale des dividendes (prélevés sur les bénéfices et réserves distribuables) les moyens nouveaux alloués à l'entreprise permettront à celle-ci de se développer, et soit de pérenniser son existence (cas d'une entreprise en difficulté) soit d'augmenter à terme son bénéfice (théoriquement à la base des distributions de dividende).
Le cas d'une augmentation de capital par entrée de nouveaux actionnaires lorsque les réserves distribuables sont abondantes est pénalisant pour les anciens actionnaires, qui auraient pu prétendre à ce que ces bénéfices passés soient distribués entre les actionnaires initiaux. Pour tenir compte de ce déséquilibre possible, on calcule une prime d'émission, dont le montant vient s'ajouter au nominal du capital nouvellement souscrit, et qui devra être payée par les nouveaux actionnaires. Lorsque le déséquilibre provient d'une sous-évaluation ou d'une surévaluation des actifs, il n'y a pas de mécanisme d'ajustement prévu lorsque l'augmentation de capital a lieu par simple création d'actions nouvelles.
Lorsque les actionnaires ont voté une renonciation au droit préférentiel de souscription, ils sont mécaniquement dilués.

### Exemples d'augmentations de capital

#### Google
L'une des augmentations de capital les plus célèbres de l'histoire boursière est celle annoncée par Google en 2005, qui lui a permis de recueillir 4,2 milliards de dollars, juste un an après son introduction en Bourse, alors que l'action avait quasiment quadruplé de valeur, et de mettre en difficulté son rival Yahoo en investissant dans de nouveaux produits et services.

#### Petrobras
La plus importante augmentation de capital de l'histoire a été réalisée par l'entreprise brésilienne Petrobras pour 70 milliards de dollars en septembre 2010 à Wall Street.